# Изабулак
Изабула́к (каз. Ызабұлақ) — село у складі Казигуртського району Туркестанської області Казахстану. Входить до складу Шанацького сільського округу.
У радянські часи село називалось Роз'їзд № 45.
Населення — 137 осіб (2021; 179 у 2009, 174 у 1999, 301 у 1989).